# LTU-Süd
LTU-Süd (LTU Lufttransport Süd) war eine deutsche Fluggesellschaft.

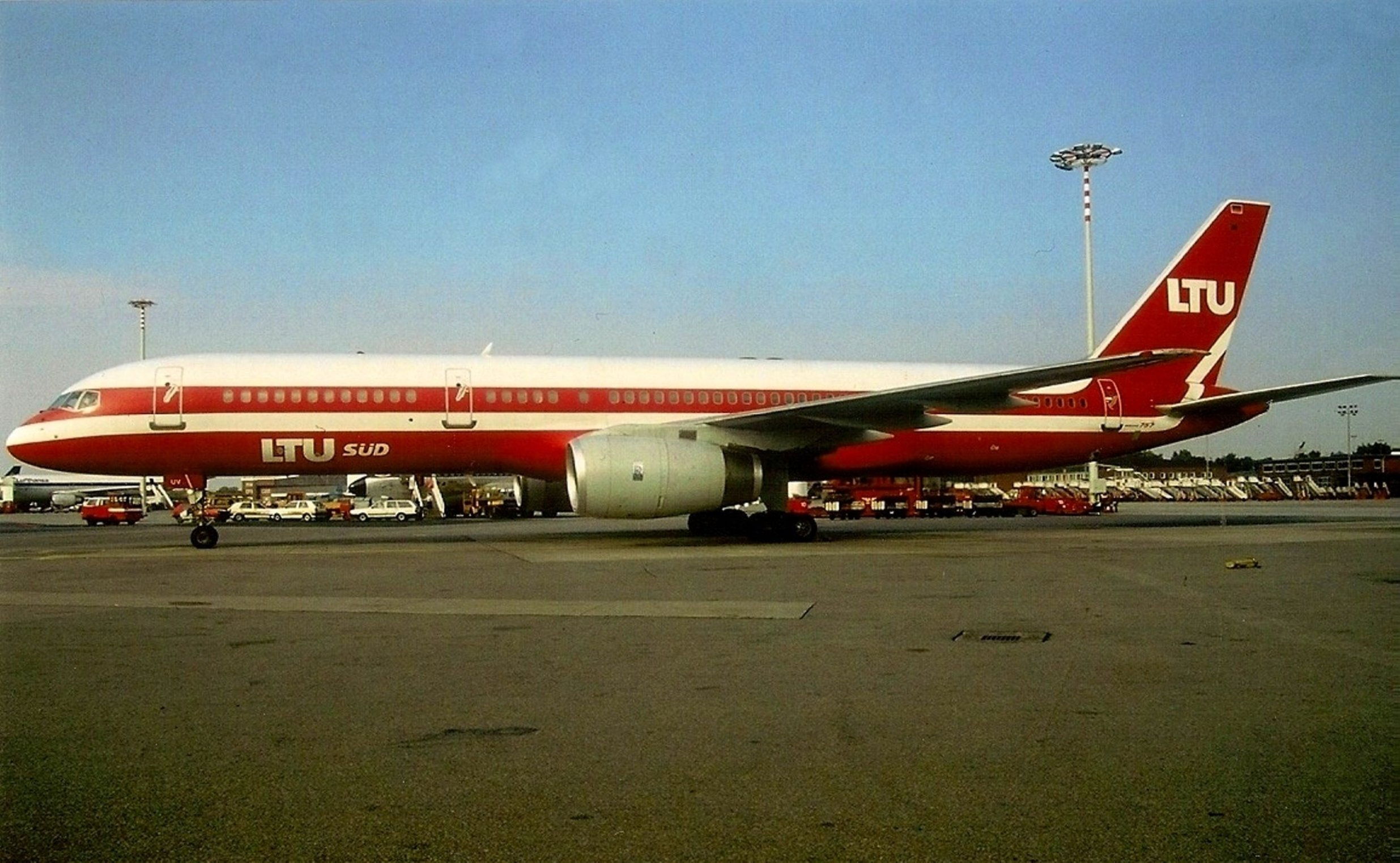
D-AMUV

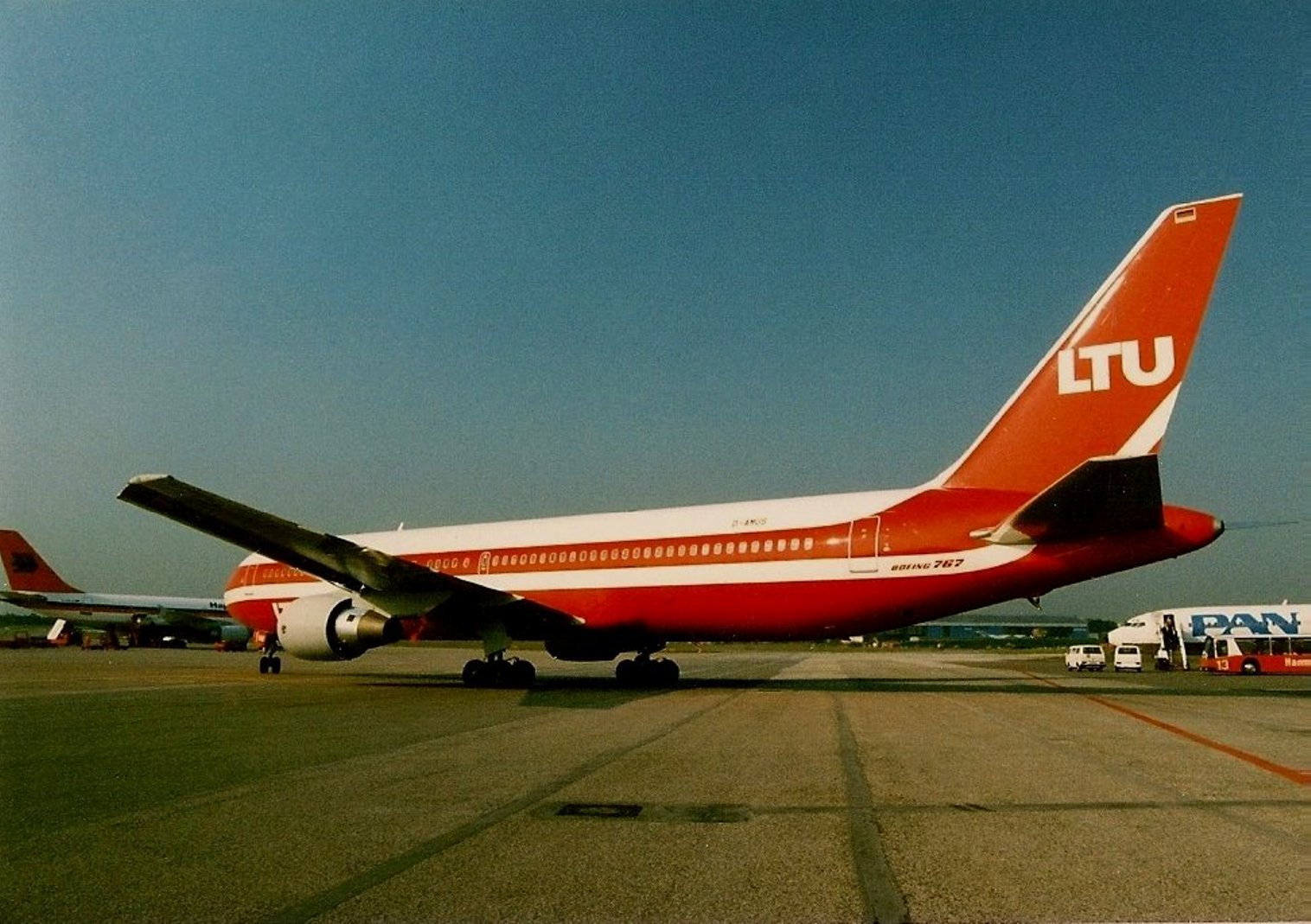
D-AMUS

## Geschichte
Im November 1987 wurde die Kontrolle der wirtschaftlichen Geschicke der vormaligen Fluggesellschaft LTS Lufttransport Süd von der LTU übernommen und der Name der Fluggesellschaft in LTU-Süd International Airways umbenannt. Um dem inzwischen gewachsenen Bedarf der Airline besser gerecht werden zu können, wurden weitere Boeing 757 sowie Boeing 767 für die Langstrecke bestellt. Die neuen Flugzeuge erhielten bei ihrer Auslieferung eine rot-weiße Lackierung, um sich damit dem Farbschema der Muttergesellschaft LTU anzugleichen. Bereits am 1. Oktober 1987 wurde das erste Flugzeug mit dem neuen Farbschema, eine Boeing 757, mit der Registration D-AMUV (MSN 23928) an die Fluggesellschaft ausgeliefert. Als Antrieb hatte man die zu diesem Zeitpunkt neueste Variante des Rolls-Royce Triebwerks der Baureihe RB211-535E4 ausgewählt, welches gegenüber dem Vorgängermodell RB211-535C mehr Leistung bei geringerem Kraftstoffverbrauch aufwies.
Alle 3 Boeing 757 mit den Luftfahrzeugkennzeichen D-AMUR, D-AMUS und D-AMUT, die noch das weiß-blaue Farbschema der LTS trugen, wurden ebenfalls beginnend ab Oktober und Dezember 1987 bis zum April 1989 in die neugegründete spanische Charterfluggesellschaft LTE International Airways eingegliedert. Das erste Flugzeugmuster der Baureihe Boeing 767-300ER mit Pratt & Whitney PW4000 Triebwerken wurde am 2. Februar 1989 ausgeliefert. Die beiden nächsten folgten ebenfalls 1989, ein weiteres 1992 und das letzte im Jahre 1996. Zum 1. November 1997 wurde die LTU-Süd in die Muttergesellschaft LTU integriert und die Technik als LTU Aircraft Maintenance GmbH ausgegliedert.

## Flugziele

### Mittelstrecke
- Balearische Inseln, Palma de Mallorca, Ibiza
- Kanarische Inseln, Gran Canaria, Lanzarote, Teneriffa, Fuerteventura
- Griechenland, Korfu, Kos, Samos
- Marokko (Agadir), Türkei (Antalya), Portugal (Faro)

### Langstrecke
- Indien (Goa), Thailand (Bangkok, Phuket)
- Malediven (Malé), Kenia (Mombasa)
- Sri Lanka (Colombo), Jamaika (Montego Bay)
- USA (Miami), (San Francisco),(Los Angeles)
- Dominikanische Republik (Puerto Plata), (Santo Domingo)

## Flotte
- 11 Boeing 757 (D-AMUV, D-AMUW, D-AMUX, D-AMUY, D-AMUM, D-AMUZ, D-AMUU, D-AMUK, D-AMUL, D-AMUQ, D-AMUI)
- 5 Boeing 767 (D-AMUR, D-AMUS, D-AMUN, D-AMUP, D-AMUJ)